# Stefano di Narbona
Stefano di Narbona, Esteve in catalano e Esteban in spagnolo (seconda metà dell'VIII secolo – dopo l'836), è stato un nobile franco, visconte di Narbona dall'832 all'836.

## Origine
Stefano era un nobile franco, di cui non si conoscono gli ascendenti.

## Biografia
Di Stefano si hanno poche notizie.

La penisola iberica nell'814, con la marca di Spagna, da poco costituita

Stefano viene citato come terzo visconte di Narbona nella Gran enciclopèdia catalana - vescomtat de Narbona.
Stefano succedette a Agilberto, verso l'832; infatti, nell'834, Stefano viene citato come visdomino (Stephano vicedomino) nel documento n° 85 della Histoire générale de Languedoc avec notes et pièces justificatives, Volume 2, quando presiedette un tribunale per l'arresto di Destro contro Teofredo, figlio dell'ispanico Giovanni. 

Anche Jacqueline Caille, nel suo Vicomtes et vicomté de Narbonne, Des origines au début du xiiie siècle, cita questo avvenimento datato 833 Dépositions sous serment ex ordinatione Stephano vicedomino, che riporta che Stefano teneva adunanze all'interno di una chiesa situata all'interno delle mura della capitale.
A Stefano, verso l'836, succedettero i visconti Ermenardo e Ausento, come viene riportato nella Gran enciclopèdia catalana - Esteve.
Ancora secondo la Gran enciclopèdia catalana - Esteve Stefano come fedele di Carlo il Calvo, da quest'ultimo ricevette benefici nel Narbonense.
Non si conosce l'anno esatto della morte di Stefano.

## Discendenza
Di Stefano non si conoscono né il nome né gli ascendenti della moglie, mentre secondo la Gran enciclopèdia catalana - Esteve ebbe un figlio, che portava il suo steso nome ed era vassus dominicus e giudice della corte del conte Odalrico, marchese di Gòtia, in Crespià (Narbonès).

### Fonti primarie
- (LA)  #ES Histoire générale de Languedoc avec notes et pièces justificatives, Volume 2.

### Letteratura storiografica
- (LA)  (FR)  Jacqueline Caille. Vicomtes et vicomté de Narbonne, Des origines au début du xiiie siècle.